# Педалиевые

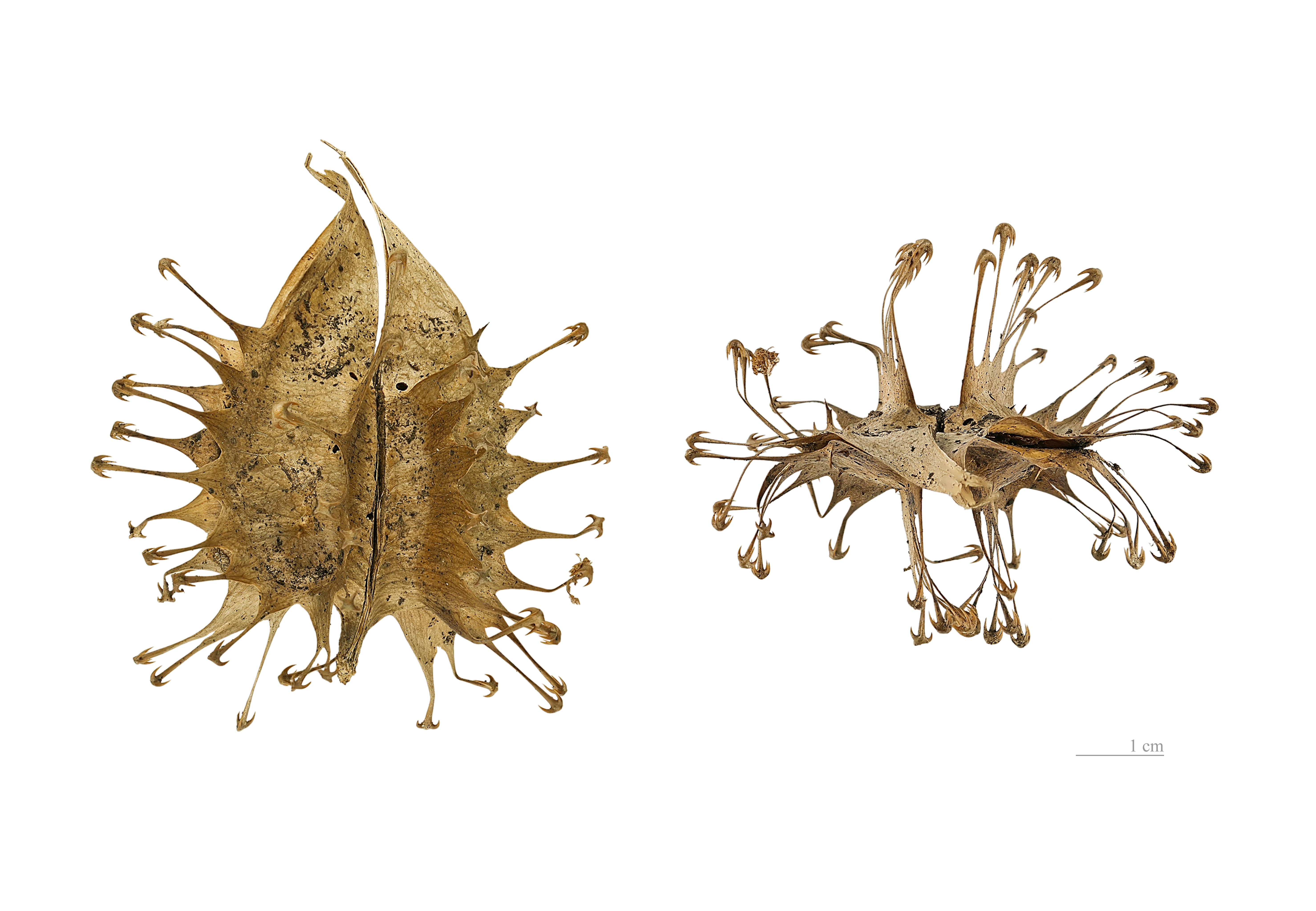
Uncarina ankaranensis

Педалиевые, или Кунжу́товые, или Сезамовые (лат. Pedaliáceae) — семейство двудольных растений порядка Ясноткоцветные (Lamiales)

## Ботаническое описание
Однолетние или многолетние травы, реже кустарники или небольшие деревья.
Стебли стелющиеся по земле или прямостоячие; листья супротивные, цельные или лопастные. Для педалиевых характерно наличие на всех частях растений клейких железистых волосков. 
Цветки обычно одиночные или же в 3-цветковых дихазиях, обоеполые, зигоморфные, большей частью с характерными желёзками — метаморфизированными цветками — у основания цветоножек. Чашелистиков обычно 5, иногда 4, у основания более или менее сросшихся; венчик обычно ярко окрашенный, широкотрубчатый, 5-лопастный и несколько двугубый; 4 тычинки фертильные, а пятая превращена в маленький шиловидный стаминодий. Гинецей из 2 плодолистиков, с длинным тонким столбиком и 2-лопастным рыльцем; завязь верхняя, 2-4-гнездная, иногда гнезда разделены ложными перегородками, с 1 — многими семязачатками и а каждой плаценте. 
Плод — локулицидная коробочка иди нераскрывающийся — заключает часто крылатые семена с маленьким прямым зародышем и мясистым эндоспермом. Плод кунжута — цилиндрическая коробочка, раскрывающаяся на верхушке двумя створками с острыми концами и заключающая в себе множество семян. Другие плоды не раскрываются и на своей поверхности имеют разнообразные выросты, которые способствуют их расселению. У птеродискуса плоды имеют крыловидные выросты, благодаря которым они легко перемещаются по поверхности земли потоками воздуха; шаровидные плоды жозефинии тоже перекатываются благодаря выростам на их поверхности. Некоторые плоды имеют шипы с колючками, которыми они прикрепляются к шерсти животных.
Яркая окраска венчика, привлекающие пятна и полоски на нижней, наиболее крупной его лопасти и в верхней части широкой трубки, нектарный диск — все это, несомненно, свидетельствует об опылении насекомыми.

## Распространение
Семейство распространено по песчаным морским побережьям и в пустынях Старого Света (тропическая и Южная Африка, Мадагаскар, остров Сокотра, Южная и Юго-Восточная Азия, Новая Гвинея и Северная Австралия). Некоторые виды натурализовались в Америке.

## Таксономия
Семейство Педалиевые включает 14 родов:
- Ceratotheca Endl. — Цератотека
- Dewinteria van Jaarsv. & A.E.van Wyk
- Dicerocaryum Bojer
- Harpagophytum DC. ex Meisn. — Гарпагофитум
- Holubia Oliv. — Холубия
- Josephinia Vent. — Жозефиния
- Linariopsis Welw.
- Pedaliodiscus Ihlenf. — Педалиодискус
- Pedalium D.Royen typus — Педалиум
- Pterodiscus Hook. — Птеродискус
- Rogeria J.Gay ex Delile
- Sesamothamnus Welw. — Сесамотамнус
- Sesamum L. — Кунжут, или Сезам
- Uncarina (Baill.) Stapf — Ункарина

Очень близко к педалиевым небольшое тропическое и субтропическое американское семейство мартиниевых (Martyniaceae) с 3 родами, также растущими на песчаных почвах и морских побережьях. От педалиевых мартиниевые отличаются одногнездной завязью и париетальной плацентацией, а также плодом с мясистым опадающим экзокарпием и деревянистым эндокарпием; столбик при плоде расщепляется на две части и превращается в жесткие, изогнутые, заостренные на конце придатки, напоминающие слоновые бивни и служащие для расселения плодов в шерсти животных. Наступая на такие плоды, пасущийся скот ранит ноги, что вызывает опасные заболевания.